# Saint-Léger-Bridereix
Saint-Léger-Bridereix è un comune francese di 200 abitanti situato nel dipartimento della Creuse nella regione della Nuova Aquitania.

## Società

### Evoluzione demografica
Abitanti censiti